# لی ها یول
لی ها یول (کره‌ای: 이하율؛ زادهٔ لی جونگ هو در ۲۰ مه ۱۹۸۷) بازیگر اهل کره جنوبی است.

## فیلم‌شناسی

### فیلم
| سال  | عنوان                              | نقش         | منابع       |
| ---- | ---------------------------------- | ----------- | ----------- |
| ۲۰۱۲ | بهشت فقط به روی افراد مجرد باز است | جین وو      | [ ۳ ]       |
| ۲۰۱۸ | رئیس بی‌هویت                        | پارک ته گیو | [ ۴ ] [ ۵ ] |

### مجموعه تلویزیونی
| سال  | عنوان                          | نقش           | منابع  |
| ---- | ------------------------------ | ------------- | ------ |
| ۲۰۱۱ | بیمارستان نیمه‌شب               | کوان ده وونگ  | [ ۶ ]  |
| ۲۰۱۱ | پادام پادام                    | لی یو جین     | [ ۷ ]  |
| ۲۰۱۲ | درام ویژه – نگران نباش من روحم | کیم جین سو    | [ ۸ ]  |
| ۲۰۱۳ | اون‌هی                          | چوی میونگ هو  | [ ۹ ]  |
| ۲۰۱۴ | چشمان فرشته                    | کیم جین سو    | [ ۱۰ ] |
| ۲۰۱۴ | خاطرات نگهبان شب               | ده هو         | [ ۱۱ ] |
| ۲۰۱۵ | جونگ میونگ                     | لی جی         | [ ۱۲ ] |
| ۲۰۱۵ | ستاره‌ها می‌درخشند               | یون جونگ هیون | [ ۱۳ ] |
| ۲۰۱۵ | سه جادوگر                      | جین ته وون    | [ ۱۴ ] |
| ۲۰۱۶ | درام ویژه – دماغ پینوکیو       | کانگ این گوک  | [ ۱۵ ] |
| ۲۰۱۶ | کسی که شادی می‌دهد              | سو سوک جین    | [ ۱۶ ] |
| ۲۰۱۸ | خنده در وایکیکی                | سو جین وو     | [ ۱۷ ] |
| ۲۰۱۸ | توپ پینگ پونگ                  |               |        |
| ۲۰۱۹ | بازمانده برگزیده: ۶۰ روز       | کیم جون اوه   |        |
| ۲۰۲۰ | جستجو                          | پارک کی هیونگ |        |
| ۲۰۲۲ | حوا                            | جانگ جین ووک  | [ ۱۸ ] |
| ۲۰۲۲ | نفوذی                          | کیم وو جه     | [ ۱۹ ] |
| ۲۰۲۲ | کیمیای روح                     | سانگ هو       | [ ۲۰ ] |
| ۲۰۲۳ | شکوفایی جوانی ما               | ولیعهد یی‌هیون | [ ۲۱ ] |